# 大相撲平成13年5月場所
大相撲平成13年5月場所（おおずもうへいせい13ねん5がつばしょ）は、2001年（平成13年）5月13日から5月27日までの15日間、日本の東京都墨田区の国技館（両国国技館）で開催された大相撲本場所である。

## 優勝争い
初日､横綱貴乃花は小結琴光喜に勝ったが、横綱武蔵丸は新小結朝青龍に敗れた。武蔵丸は3日目も西前頭1枚目隆乃若に敗れ、3日目を終えた時点で1勝2敗の星となった。大関魁皇は9日目から休場し､大関武双山､大関出島､大関雅山も優勝争いから脱落した。大関千代大海は5日目に新小結朝青龍に敗れたが、その後は白星を重ねた｡12日目を終えた時点で、全勝は横綱貴乃花､1敗は大関千代大海､2敗は横綱武蔵丸だった。13日目に全勝の横綱貴乃花と1敗の大関千代大海の直接対戦が組まれ、貴乃花が勝ち､横綱武蔵丸は関脇栃東に勝ったことで、全勝は貴乃花、2敗で武蔵丸と千代大海が並んだ｡14日目に2敗で並んでいた横綱武蔵丸と大関千代大海の直接対戦が組まれ､武蔵丸が勝利､全勝の横綱貴乃花は大関武双山に敗れ、1敗に後退し､14日目終了時点で1敗は貴乃花､2敗は武蔵丸となり、千代大海は3敗に後退し､優勝の可能性がなくなった｡千秋楽､1敗の横綱貴乃花と2敗の横綱武蔵丸の直接対戦が組まれ、武蔵丸が勝利したことで、両横綱が2敗で並んだ｡優勝決定戦では、横綱貴乃花が横綱武蔵丸を上手投げで破り、22回目の優勝を決めた。

## 小泉純一郎の言葉
この場所で幕内最高優勝を果たした貴乃花に対して、内閣総理大臣杯を授与した小泉純一郎は｢痛みに耐えてよく頑張った!感動した!おめでとう!｣という言葉を残した。

### 背景とその後
貴乃花は14日目の武双山との一番で右膝を負傷しており、優勝争いでは単独首位ながら、千秋楽は休場必至と思われていた｡しかし、貴乃花は右膝をテーピングで固定した姿で千秋楽も強行出場した｡千秋楽結びの一番で組まれた武蔵丸光洋との一番は突き落としに敗れたが、優勝決定戦で武蔵丸と再び対戦し、今度は上手投げで勝利。13勝2敗で自身22度目の幕内最高優勝を果たした。しかし、この怪我の影響により、貴乃花は次の場所から7場所連続の休場を余儀なくされることになった｡また、貴乃花にとってはこれが最後の幕内最高優勝ということにもなった｡

### 評価
ジャーナリストの枡田勲は、「喜怒哀楽を素直に表現するスタイル。小泉首相がメディア向きの政治家であることを、よく表している場面だった。」と評した｡
株式会社マツモトメソッドの松本和也は、「普通の人は『痛みに耐えて頑張る姿に私は本当に感動しました。心からおめでとうと言いたいと思います』と言うのですが、これだと名文句にならないですよね。小泉純一郎元総理が言った言葉には余計なことが一切省かれています。しかも一つの文章に一つの意味しかない。主語さえありません。これくらい一つ一つの文を短くすることで話し言葉は相手に強いインパクトを与えます。」と評した｡
桂春蝶は、「あの名ゼリフ、『痛みに耐えてよく頑張った！　感動した！　おめでとう！』。あれを言わせてしまうのも、『貴様』のすごさなのですよ。」などと評した｡